# Sexualidad de Abraham Lincoln
La sexualidad de Abraham Lincoln ha sido debatida por algunos autores, debido a especulaciones surgidas sobre algunos acontecimientos de su vida, un poema suyo de interpretación ambigua, y varias figuras comunes usadas en sus discursos y otros indicios circunstanciales, aunque no hay elementos concluyentes que confirmen la naturaleza de su sexualidad aparte de su matrimonio. Lincoln estuvo casado con Mary Todd desde el 4 de noviembre de 1842 hasta su muerte el 15 de abril de 1865, y tuvieron cuatro hijos. Clarence Arthur Tripp señaló que las relaciones distantes y problemáticas que Lincoln tuvo con las mujeres contrasta con sus cálidas y afectuosas relaciones con varios hombres de su vida y que dos de esas relaciones tuvieron matices homosexuales verosímiles. Varios biógrafos de Lincoln, entre ellos David Herbert Donald, han rechazado esta argumentación y creen que no hay ninguna prueba de la homosexualidad en la vida de Lincoln. Según Donald, como todo político sagaz, Lincoln era un hombre con muchos «amigos». En sus cartas por ejemplo, Lincoln se refiere frecuentemente a conocidos, incluso a enemigos políticos, como «mi amigo personal».

## Historiografía y críticas
Han existido comentarios sobre la sexualidad de Abraham Lincoln desde hace tiempo, pero se volvieron a difundir con fuerza en 2005 con la publicación del libro póstumo del activista gay C.A. Tripp The Intimate World of Abraham Lincoln (El mundo íntimo de Abraham Lincoln).
En su biografía de Lincoln de 1926, Carl Sandburg hizo un comentario sobre amigo de juventud de Lincoln Joshua Fry Speed diciendo que tenía «una veta lila, y partes blandas como violetas de mayo». La expresión «Streak of lavender» (veta color lavanda o lila) en el lenguaje coloquial inglés de los años 1930 era usada para denotar que un hombre era afeminado, y posteriormente se usó para indicar homosexualidad. Aunque Sandburg no entró en detalles sobre este comentario.
Lincoln escribió un poema que describe una relación entre dos hombres como un matrimonio. Queda como una cuestión abierta si el poema es un reflejo de su vida sexual o un intento de provocación. En el poema aparecen los siguientes versos:
| For Reuben and Charles have married two girls, But Billy has married a boy. The girls he had tried on every side, But none he could get to agree; All was in vain, he went home again, And since that he's married to Natty. | Pues Reuben y Charles se han casado con dos chicas, pero Billy se ha casado con un chico. Ha probado chicas de todos los lados, pero no consiguió que le aceptara ninguna; todo fue en vano, regresó a casa de nuevo, y desde entonces está casado con Natty. |  |

Este poema aparecía en la primera edición del libro de Herndon Life of Lincoln (La vida de Lincoln), pero fue eliminado de las ediciones posteriores hasta que en 1942, el editor Paul Angle lo reincorporó. Esto es un ejemplo de lo que Mark Blechner denomina «historia en el armario», cuando se suprimen u ocultan indicios que sugieren algún grado de homosexualidad o bisexualidad en una figura histórica.
C. A. Tripp, que murió en 2003, fue un sexólogo y protegido de Alfred Kinsey. Empezó a escribir The Intimate World of Abraham Lincoln con Philip Nobile hasta que surgió una discusión entre ellos. Posteriormente Nobile lo acusaría de fraude. Nobile escribió una revisión crítica sobre el libro de Tripp en Weekly Standard, en la que lo acusa de plagio de su propio trabajo, con exceso de confianza en Charles Shiveley, sin atribuciones adecuadas y distorsionado. El libro de Tripp incluye un epílogo del historiador y biógrafo de Lincoln Michael Burlingame titulado "A Respectful Dissent" (un desacuerdo respetuoso), en el que afirma:

Como es virtualmente imposible demostrar una negación, la tesis del Dr. Tripp no puede ser rechazada completamente. Pero dada su carencia de información precisa, y por la abundancia de pruebas contrarias que indican que Lincoln se sintió atraído romántica y sexualmente por algunas mujeres, creo que la conclusión razonable sería que es posible aunque altamente improbable que Abraham Lincoln fuera predominantemente homosexual.

En un segundo epílogo del libro titulado An Enthusiastic Endorsement (Aval entusiasta), el historiador Michael B. Chesson hace una argumentación del significado histórico de la obra:

Tripp, con toda su investigación, sofisticación, y perspicacia, no ha probado concluyentemente su caso… pero cualquier lector de mente abierta que llegue a este punto encontrará una duda razonable en la naturaleza de la sexualidad de Lincoln. El «Tonto alto» fue un hombre muy extraño, uno de los más extraños de la historia estadounidense, y ciertamente el más raro en alcanzar una prominencia nacional y la presidencia. Si Lincoln fue homosexual, o con esa inclinación principalmente, entonces de repente nuestra imagen de este hombre misterioso gana claridad. No todo encaja pero muchas cosas lo hacen, incluso algunos elementos importantes, incluso esenciales, de quien era Lincoln, porque esta actuación sería una posible razón para su tristeza, soledad, y natural secretismo.

La revista Time también mencionó al libro en el artículo de portada de Joshua Wolf Shenk, autor de Lincoln's Melancholy: How Depression Challenged a President and Fueled His Greatness (La melancolía de Lincoln: Como la depresión desafió a presidente y alimentó su grandeza). Shenk descarta las conclusiones de Tripp alegando que los argumentos a favor de la homosexualidad «se basan en torturadas malinterpretaciones de los arreglos de dormitorio convencionales en el siglo XIX.»
Desde 1981 el autor y el activista gay Larry Kramer investigaron y escribieron un manuscrito titulado The American People: A History (Los americanos: una historia), un libro histórico que abarca desde la edad de hielo  hasta el presente. En 1999 Kramer proclamó que había descubierto nuevas fuentes primarias que arrojaban nueva luz sobre la sexualidad de Lincoln. Entre las fuentes se incluyen hasta la fecha el diario de un desconocido llamado Joshua Speed y cartas en las que Speed habla explícitamente de su relación con Lincoln. Habrían sido encontradas supuestamente escondidas bajo las tablas del suelo de un viejo almacén donde vivieron dos hombres, y que permanecen en una colección privada de Davenport, Iowa. El historiador Gabor Boritt califica los documentos de Kramer de la siguiente forma «casi con certeza es un fraude…» Tripp también expresa su escepticismo sobre el descubrimiento de Kramer afirmando que «ver es creer, a pesar de la aparición de ese diario, sus pasajes no tienen la menor atisbo lincolniano.» La editorial Farrar, Straus and Giroux anunció en septiembre de 2010 que había adquirido los derechos mundiales sobre el libro, que tenía planes de publicarlo en dos volúmenes que aparecerían en 2012.
Los críticos con la hipótesis de la inclinación homosexual de Lincoln remarcan que estuvo casado y que tuvo cuatro hijos. El historiador Douglas Wilson afirma que Lincoln en su juventud exhibió comportamientos heterosexuales, como la de contar historias a sus amigos sobre sus contactos con mujeres.
Tripp observa que la conciencia de ser homosexual en Lincoln y su transparencia al plasmarlo en su «poema subido de tono» es algo excepcional para esta época. Aunque Donald apunta que Lincoln no hubiera necesitado más que echar un vistazo a la Biblia para darse cuenta de que algunas veces los hombres tienen contactos sexuales entre sí, y el historiador William Lee Miller, entre otros, confirma que leyó la Biblia antes de cumplir los veinte años.
La madrastra de Lincoln, Sarah Bush Lincoln, comentó que «nunca estuvo muy interesado en las chicas». Sin embargo algunos relatos de contemporáneos de Lincoln sugiere que tuvo una fuerte aunque controlada pasión por las mujeres. A Lincoln le desoló la muerte de Ann Rutledge en 1835. Mientras que algunos historiadores se han cuestionado si hubo en realidad una relación romántica entre ellos, el historiador John Y. Simon revisó la historiografía de Lincoln y concluyó que «se dispone de pruebas abrumadoras que indican que Lincoln amó a Ann y que su muerte lo sumió en una severa depresión. Más de un siglo y medio después de su muerte, cuando no se pueden esperar nuevas pruebas significativas, ella debería tener su lugar propio en la biografía de Lincoln.» Herndon, el socio legal de Lincoln, en su biografía sobre Lincoln, atestigua el profundo amor de Lincoln por la señorita Rutledge. Existe un poema anónimo sobre el suicidio publicado tres años tras su muerte se atribuye a Lincoln por muchos expertos. Su cortejo a Mary Owens fue diferente. Después de que ella rechazara su proposición de matrimonio de conveniencia por carta en 1837, Lincoln escribió a un amigo en 1838: «Sé que que estaba pasada de peso, pero ahora parece una cerilla rubia para Falstaff.»

## Compañeros de cama
En el siglo XIX era corriente en Estados Unidos compartir la cama entre hombres. Por ejemplo, cuando los abogados y los jueces viajaban haciendo su recorrido como Lincoln, con frecuencia dormían dos en una cama y ocho en una habitación. William H. Herndon relató: «He dormido con 20 hombres en la misma habitación».
Un recuento de fuentes históricas muestra que Lincoln durmió al menos con 11 chicos y hombres durante su juventud y edad adulta. No hay constancia conocida de ningún caso en que Lincoln intentara ocultarlo o eludirlo, y en algunas conversaciones sacó el tema él mismo. Tripp trató tres de ellos en profundidad: Joshua Speed, William Greene y Charles Derickson.

## Relación con Joshua Speed
Lincoln conoció a Joshua Fry Speed en Springfield (Illinois) en 1837. Vivieron juntos cuatro años y durante este tiempo compartieron la misma cama por las noches (algunas fuentes especifican que era una cama doble grande) y siguieron siendo amigos toda su vida. Según algunas fuentes, William Herndon y un cuarto hombre también durmieron en la misma habitación. Historiadores tales como Donald apuntan que no era infrecuente en aquel tiempo que dos hombres compartieran incluso la cama debido a circunstancias financieras o de otro tipo, sin ninguna implicación sexual. Jonathan Ned Katz, poniendo el tema en perspectiva histórica, escribió sobre la compartición de cama:

A principios del siglo veintiuno puede resultar difícil imaginar a un hombre, especialmente soltero, ofreciendo a otro un lugar en su cama sin que haya un miedo consciente o el deseo de que tal proposición sea interpretada como un flirteo.

En el siglo diecinueve, Speed probablemente no era consciente de tal posibilidad erótica. Su oferta inmediata y espontánea y su posterior declaración del caso, sugiere que el hecho de compartir cama entre hombres normalmente no era interpretado como origen de experimentos sexuales prohibidos.

Katz indica que tales arreglos en el dormitorio sí proporcionaban una situación (probablemente la principal) de oportunidades eróticas. Katz apunta, en referencia a los conceptos actuales de homo, hetero o bisexual, que distorsionan las experiencias de Lincoln y Speed, y que más que haber una naturaleza homosexual y heterosexual a través de la historia, la gente reconfiguraba continuamente sus afectos y sentimientos y actos eróticos. Sugiere que la relación entre Lincoln y Speed caía en la categoría del siglo XIX de «amistad intensa, incluso romántica, entre hombres» con matices eróticos, que pudieran haber sido «un mundo aparte en la conciencia de la época sobre el universo sensual de la masturbación mutua y el universo legal de la sodomía y el delito contra natura.»
Aunque en la correspondencia de la época, como la mantenida entre Thomas Jefferson Withers y James Henry Hammond, aparecen claras evidencias de la dimensión sexual del hecho de compartir la cama entre personas del mismo sexo. El hecho de que Lincoln no ocultara que había compartido cama con otro hombre es visto por muchos historiadores como un indicador de que no se trató de una relación romántica. Ninguno de los enemigos de Lincoln insinuó implicaciones homosexuales.
Joshua Speed se casó con Fanny Hennings el 15 de febrero de 1842 y parece ser que ambos hombres se consultaron respecto a sus vidas matrimoniales. A pesar de tener algunas diferencias políticas sobre la esclavitud, mantuvieron correspondencia el resto de su vida y Lincoln incorporó al hermano de Joshua, James Speed, a su gabinete como ministro de Justicia.

## Mary Todd Lincoln
Lincoln y Mary Todd se conocieron en Springfield en 1839 y se prometieron en 1840. El historiador Allen Guelzo lo califica de «uno de los episodios más oscuros de la vida de Lincoln», Lincoln canceló su compromiso con Mary Todd al mismo tiempo que el programa legislativo que había apoyado durante años se derrumbaba, su mejor amigo, Joshua Speed, dejó Springfield y John Stuart, el socio legal de Lincoln, le propuso acabar con el despacho de abogados de ambos. Se cree que Lincoln sufrió algo parecido a una depresión. La obra Lincoln's Preparation for Greatness: The Illinois Legislative Years de Paul Simon tiene un capítulo que abarca este periodo, al que Lincoln posteriormente se refirió como "The Fatal First" (el primero nefasto) que fue el 1 de enero de 1841. La fecha en que Lincoln pidió a Mary Todd que le liberase de su compromiso. Simon explica que hubo varias razones para que se rompiera el compromiso, contradiciéndose unas con otras, y no está totalmente documentado, pero él estaba inusualmente deprimido, lo que mostraba en su apariencia y cuyo origen se puede colocar fácilmente en Mary Todd. Durante este tiempo evitó ver a Mary, provocado que ella comentara que «él no me considera digna de ser tenida en cuenta.»

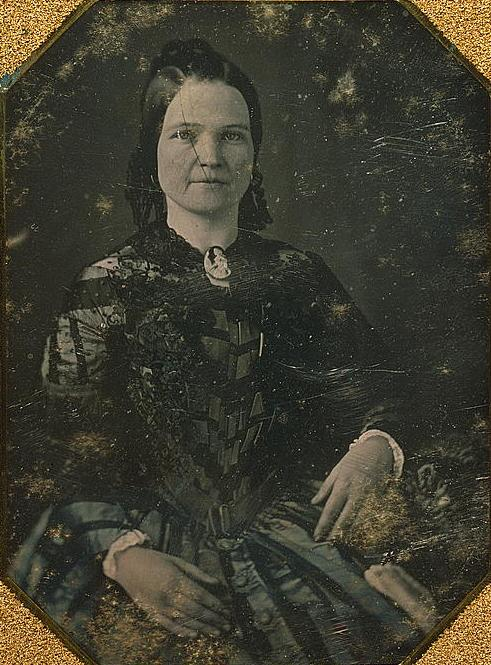
Mary Todd Lincoln en 1846.

Jean H. Baker, historiador y biógrafo de Mary Todd Lincoln, describe la relación entre Lincoln y su esposa como «unidos por tres fuertes lazos: el sexo, la paternidad y la política.» Gran parte de los prejuicios de muchos historiadores contra Mary fueron originados por William Herndon (el socio legal de Lincoln y primer biógrafo) que odiaba a la señora Lincoln. Baker descarta las críticas al matrimonio considerándolas fruto de la incomprensión básica de los cambios de la naturaleza del matrimonio y el noviazgo desde mediados del siglo XIX, y los intentos de juzgar el matrimonio de Lincoln mediante los cánones actuales.
Baker remarca que «la mayoría de los observadores del matrimonio Lincoln estaban impresionados con su sexualidad». Algunos historiadores afirman que la vida sexual de los Lincoln terminó en 1853, tras el problemático nacimiento de su hijo Tad, o en 1856, cuando se mudaron a una casa más grande, pero no tienen realmente pruebas de sus especulaciones. De hecho no hubo ninguna secuela ginecológica tras el parto, más que un prolapso en el útero (que apenas hubiera producido algún efecto en la señora Lincoln) que hubiera podido evitar el contacto, y en la década de 1850 muchas parejas de clase media dormían en habitaciones separadas.
Baker sugiere que más que practicar abstinencia sexual los Lincoln disfrutaron del desarrollo de Estados Unidos, que había permitido que la tasa de nacimientos se redujera de siete nacimientos por familia, a una media de cuatro en 1850. Como sus contemporáneos, usarían los métodos anticonceptivos de la época, como el coitus interruptus, la prolongación de la lactancia y los primeros condones y barreras uterinas que se podían conseguir encargándolos por correo. El espaciamiento de los hijos de los Lincoln (Robert en 1843, Eddie en 1846, Willie en 1850 y Tad en 1853) encaja con la práctica de algún tipo de planificación familiar.

## Relación con David Derickson
El capitán David Derickson fue el guardaespaldas de Lincoln y su compañero entre septiembre de 1862 y abril de 1863. Compartieron cama durante las ausencias de la esposa de Lincoln, hasta que Derickson fue ascendido en 1863. Derickson se casó dos veces y fue padre de diez hijos, pero cualquiera que fuera el grado de intimidad, fue objeto de rumores. Elizabeth Woodbury Fox, la mujer del asesor naval de Lincoln, escribió en su diario el 16 de noviembre de 1862: «Tish dice, 'Oh, hay un soldado barbudo entregado al presidente, conduce con él y, cuando la señora L. no está en casa, duerme con él. ¡Qué cosas!» Estas pernoctaciones también son registradas por un oficial compañero de Derickson en el regimiento, Thomas Chamberlin, en el libro History of the One Hundred and Fiftieth Regiment Pennsylvania Volunteers, Second Regiment, Bucktail Brigade. El historiador Martin P. Johnson señala que la gran similitud en el estilo y contenido de los relatos de Fox y Chamberlin sugieren más bien que, en vez de ser dos relatos independientes del mismo suceso, como afirma Tripp, serían un solo informe de la misma fuente. David Donald y Johnson discrepan en la interpretación de Tripp del comentario de Fox, aduciendo que «¡Qué cosas!» (What stuff!) en la época era una exclamación de incredulidad del comentario en lugar de un enfático del cotilleo.